# هنري كونغور برات
هنري كونغور برات (بالإنجليزية: Henry Conger Pratt)‏ هو عسكري أمريكي، ولد في 2 سبتمبر 1882 في Fort Stanton ‏ في الولايات المتحدة، وتوفي في 6 أبريل 1966 في واشنطن العاصمة في الولايات المتحدة.